# Megacyllene robiniae
Megacyllene robiniae là một loài bọ cánh cứng trong họ Cerambycidae.

## Hình ảnh

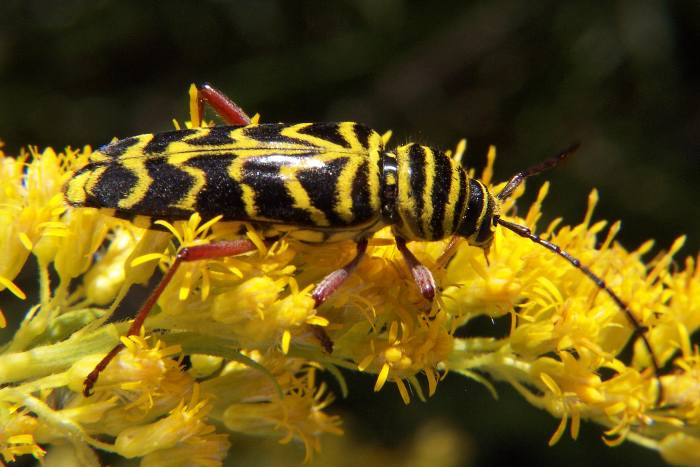